# Euclimacia
Euclimacia är ett släkte av insekter. Euclimacia ingår i familjen fångsländor.

## Dottertaxa tillEuclimacia, i alfabetisk ordning[1]
- Euclimacia africana
- Euclimacia badia
- Euclimacia basiflava
- Euclimacia burmanella
- Euclimacia celebica
- Euclimacia cottami
- Euclimacia flava
- Euclimacia flavicauda
- Euclimacia flavocincta
- Euclimacia fusca
- Euclimacia gerstaeckeri
- Euclimacia grandis
- Euclimacia horstaspoecki
- Euclimacia jacobsoni
- Euclimacia metallica
- Euclimacia morosa
- Euclimacia nelsoni
- Euclimacia nigra
- Euclimacia nodosa
- Euclimacia nuchalis
- Euclimacia partita
- Euclimacia regina
- Euclimacia rhombica
- Euclimacia rufa
- Euclimacia ruficauda
- Euclimacia rufocincta
- Euclimacia superba
- Euclimacia tagalensis
- Euclimacia torquata
- Euclimacia triangularis
- Euclimacia vespiformis
- Euclimacia woodhousei
- Euclimacia zonalis